# Organizacja Układu o Bezpieczeństwie Zbiorowym

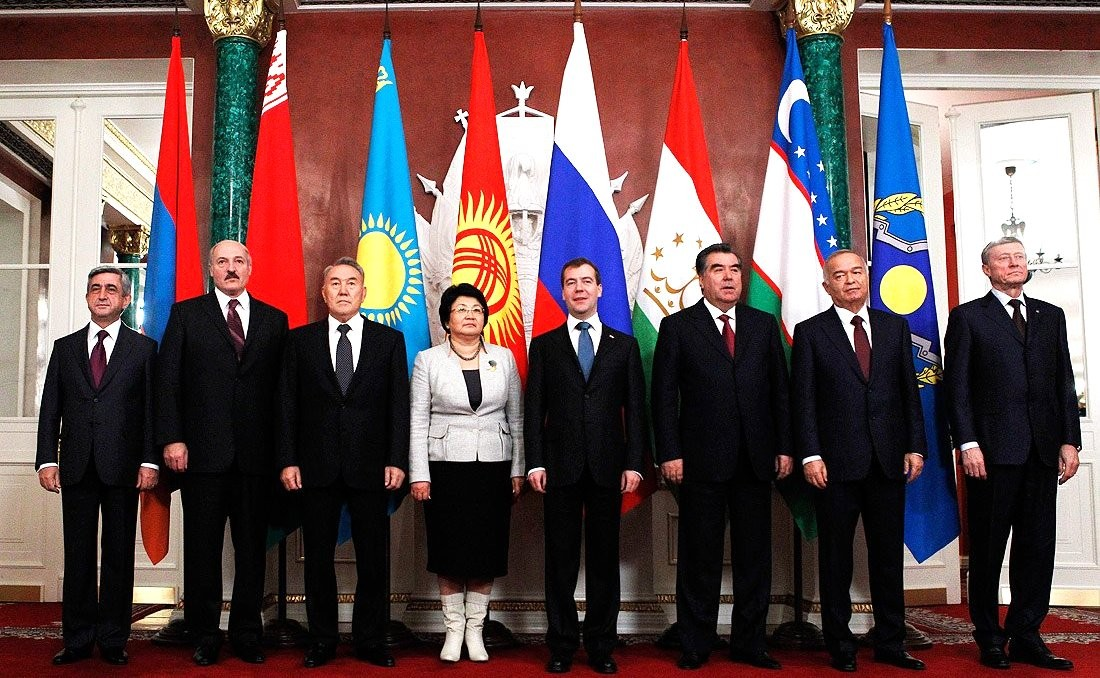
Szczyt przywódców państw członkowskich, 10 grudnia 2010

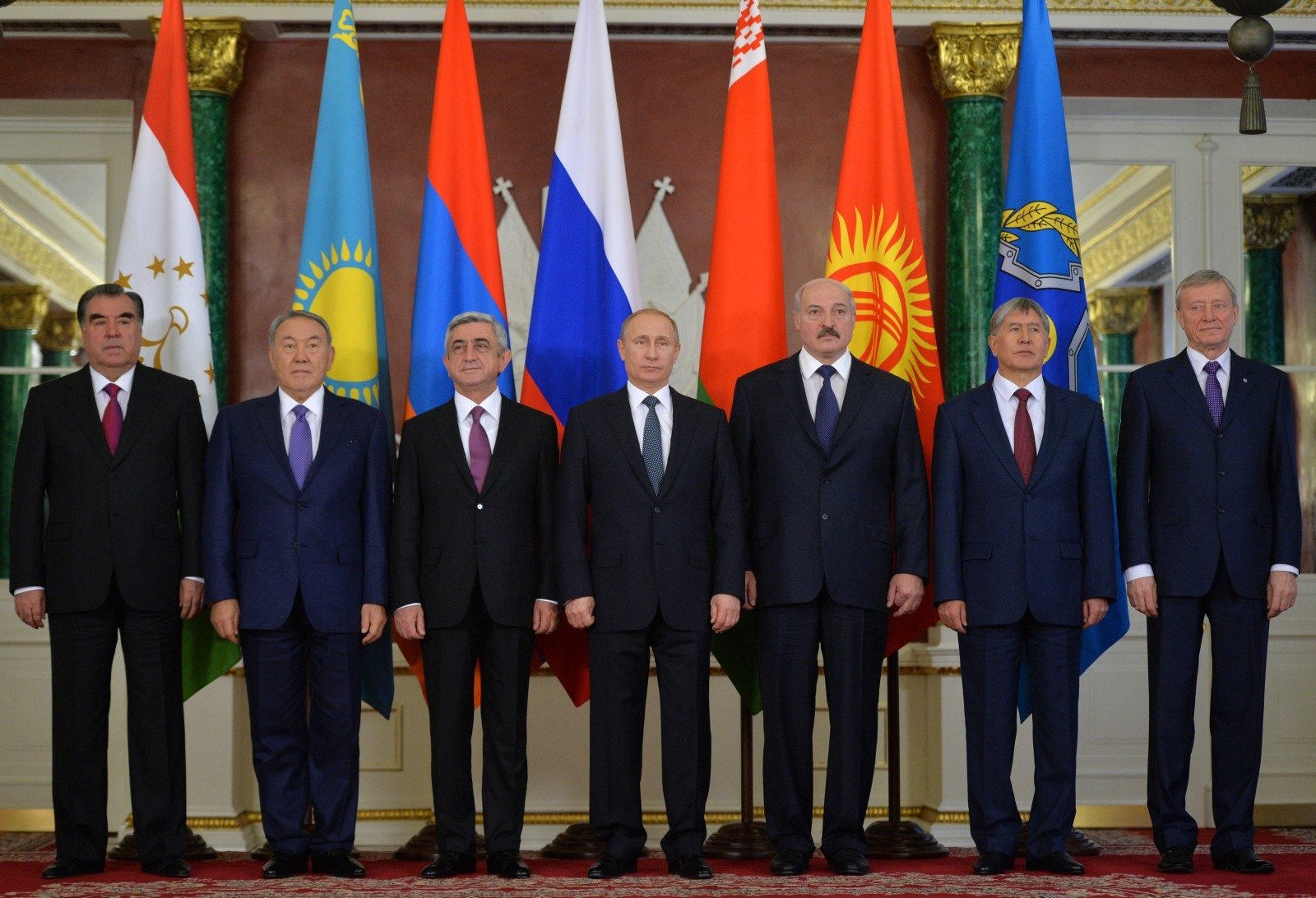
Szczyt przywódców państw członkowskich, 23 grudnia 2014

Organizacja Układu o Bezpieczeństwie Zbiorowym (ros. Организация Договора о коллективной безопасности – ОДКБ, ODKB) – organizacja zbiorowego bezpieczeństwa niektórych państw członkowskich Wspólnoty Niepodległych Państw. Organizacja jest systemem bezpieczeństwa zbiorowego i sojuszem wojskowym.

## Historia powstania
U źródeł powstania Organizacji leży podpisanie w dniu 15 maja 1992 roku tzw. traktatu taszkenckiego o bezpieczeństwie kolektywnym. Traktat podpisały: Armenia, Kazachstan, Kirgistan, Rosja, Tadżykistan i Uzbekistan. Azerbejdżan przystąpił 24 września 1993, Gruzja 9 grudnia 1993 roku, Białoruś 31 grudnia 1993 roku. Traktat uprawomocnił się 20 kwietnia 1994 roku.
Sygnatariusze Traktatu wyrzekli się groźby użycia siły wobec państw trzecich, zadeklarowali nieprzystępowanie do sojuszy wojskowych, zapewnili o tym, że agresja na którekolwiek z państw układu zostanie potraktowana jako atak na całą organizację. Po pięciu latach obowiązywania Traktatu – 2 kwietnia 1999 roku nastąpiło jego odnowienie, jednak w innym składzie. Wcześniej organizację opuściły Azerbejdżan, Gruzja i Uzbekistan, tworząc Organizację na rzecz Demokracji i Rozwoju (GUAM).
7 października 2002 roku w Kiszyniowie pozostałe sześć państw-sygnatariuszy tzw. traktatu taszkenckiego powołało Organizację Układu o Bezpieczeństwie Zbiorowym. 17 sierpnia 2006 roku do Organizacji powrócił Uzbekistan, który po raz drugi opuścił organizację w 2012 roku.
Sojusz zaczepno-odporny rozpoczął funkcjonowanie 18 września 2003 roku.

## Działalność
Członkowie Układu przeprowadzają liczne ćwiczenia wojskowe z udziałem wielu żołnierzy. Zazwyczaj są to ćwiczenia wojska Rosji i wojska jednego z pozostałych sygnatariuszy. m.in. 17 czerwca 2006 roku na Białorusi, niedaleko od granicy z Polską, rozpoczęły się rosyjsko-białoruskie manewry Tarcza Związku 2006 z udziałem 8800 żołnierzy.
4 lutego 2008 roku podczas szczytu w Moskwie zapadła decyzja o utworzeniu Sił Szybkiego Reagowania Układu.
2 listopada 2018 roku ze stanowiska Sekretarza Generalnego Organizacji odwołano gen. Jurija Chaczaturowa, co miało związek z postawieniem mu zarzutów dotyczących zamachu na porządek konstytucyjny państwa (art. 300 cz. 1 Kodeksu Karnego Republiki Armenii) przez władze Armenii. W czasie wydarzeń z 1–2 marca 2008 roku pełnił on funkcję komendanta garnizonu Sił Zbrojnych w Erywaniu i miał uczestniczyć w siłowym dławieniu manifestacji. W sprawie oskarżeni zostali również były Prezydent Armenii Robert Koczarian, były Przewodniczący Rady Bezpieczeństwa Narodowego Armen Geworgian oraz były Minister Obrony Armenii Mikael Harutunian. 
6 stycznia 2022 roku na wniosek prezydenta Kazachstanu Kasyma-Żomarta Tokajewa nastąpiło wkroczenie wojsk krajów członkowskich organizacji na terytorium Kazachstanu w związku z trwającymi protestami w Kazachstanie przeciwko drastycznym podwyżkom cen gazu LPG.

## Państwa członkowskie Organizacji Układu o Bezpieczeństwie Zbiorowym

### Obecni członkowie
- Republika Armenii (1994) (zawieszona)[8]
- Republika Białorusi (1994)
- Republika Kazachstanu (1994)
- Republika Kirgiska (1994)
- Federacja Rosyjska (1994)
- Republika Tadżykistanu (1994)

### Obserwatorzy
- Islamska Republika Afganistanu (2013–2021)
- Republika Serbii (2013)

### Byli członkowie
- Republika Azerbejdżanu (1994–1999)
- Gruzja (1994–1999)
- Republika Uzbekistanu (1994–1999, 2006–2012)